# Lázaro Cárdenas (Michoacán)
Lázaro Cárdenas é um município localizado ao sul de estado Michoacán, próximo a fronteira com o estado de Guerrero. O Porto de Lázaro Cárdenas tem se tornado importante na economia do município, e uma rota relevante para comécio marírtimo.